# 勒努瓦芒
勒努瓦芒（法語：Le Noirmont）是瑞士的城鎮，位於該國西北部，由汝拉州負責管轄，面積20.39平方公里，海拔高度971米，2011年人口1,696，七成半人口信奉羅馬天主教，人口密度每平方公里83人。